# Muse (film)
 (avril 2023).
Pour les articles homonymes, voir Muse.
Pour plus de détails, voir Fiche technique et Distribution.
Muse (Musa) est un film fantastique espagnol, belge, Irlandais et français coécrit et réalisé par Jaume Balagueró, sorti en 2017.

## Synopsis
Après le décès de sa fiancée, Samuel Solomon, un professeur de littérature, s'est isolé pour faire son deuil. Mais il est hanté chaque nuit par un cauchemar récurrent : celui d'une femme assassinée lors d'un rituel macabre. 
Il comprend que son mauvais rêve était prémonitoire : dans la presse locale, il découvre qu'un meurtre est similaire à celui de son cauchemar, la victime est morte dans les mêmes circonstances. Sur les lieux du crimes Samuel rencontre Rachel, une jeune femme qui lui raconte qu'elle a eu les mêmes visions que lui. En enquêtant ensemble sur ce crime, ils pénètrent dans un monde angoissant et mystérieux contrôlé par des créatures différentes : les Muses...

## Fiche technique
- Titre : Muse
- Titre espagnol : Musa
- Réalisation : Jaume Balagueró
- Scénario : Jaume Balagueró et Fernando Navarro, d'après le roman La Dame n° 13 de José Carlos Somoza
- Montage : Guillermo de la Cal
- Musique : Stephen Rennicks
- Photographie : Pablo Rosso
- Production : Julio Fernández, Carlos Fernández, Laura Fernández, Brendan McCarthy, Jean-Yves Roubin et Manuel Chiche
- Société de production : Castelao Producciones
- Société de distribution : Filmax
- Genre : horreur et fantastique
- Durée : 107 minutes
- Pays d'origine :  Espagne
- Langue : anglais
- Dates de sortie :
- Interdit aux moins de 12 ans.
  -  Espagne : 
    - 7 octobre 2017 (Festival international du film de Catalogne)
    - 1er décembre 2017 (sortie nationale)

  -  France : 29 novembre 2017 (sortie nationale) / 4 avril 2018 (DVD)

## Distribution
- Elliot Cowan (VFB : Philippe Résimont) : Samuel Solomon
- Franka Potente (VFB : Valérie Muzzi) : Susan Gilard
- Ana Ularu (VFB : Mélanie Dermont) : Rachel
- Leonor Watling (VFB : Maia Baran) : Lidia Garetti
- Manuela Vellés (VFB : Séverine Cayron) : Beatriz
- Joanne Whalley (VFB : Véronique Biefnot) : Jacqueline
- Christopher Lloyd (VFB : Robert Dubois) : Bernard Rauschen
- Cally O'Connell (VFB : Karim Barras) : Donnie
- Sam Hardy (VFB : Harry Belasri) : Nito

Source et légende : version française (VF) selon le carton du doublage français sur le DVD zone 2.